# Шацкий уезд
Ша́цкий уе́зд — административная единица в Тамбовской губернии Российской империи и РСФСР, существовавшая в XVI веке и в 1779—1925 годах.
Уездный город — Шацк.

## География
Уезд был расположен на севере Тамбовской губернии, граничил с Рязанской губернией на западе. По площади уезд занимал территорию в 3800,7 вёрст².

## История
Первоначально данная территория входила в состав Подлесного стана Мещерского уезда. Во второй половине XVI века здесь образовалась новая административная единица — Верхоценская волость, принадлежавшая служилым темниковским мурзам из рода Кудашевых. После смерти в 1622 году бездетного Булая Кудашева она перешла в собственность матери царя Михаила Фёдоровича Марфы Иоанновны. В волости насчитывалось 29 тяглых деревень, два присуда — Конобеевский и Верхоценский с семью деревнями и 58 ясачными сёлами и деревнями. В 1631 году волость стала дворцовой и вошла в состав Шацкого уезда. В 1636 году Верхоценская волость разделилась на две части — юг волости перешёл в состав Тамбовского уезда, тогда как север остался в Шацком уезде, начав именоваться Ценской волостью.
Вновь Шацкий уезд был образован в 1779 году в составе Тамбовского наместничества (с 1796 года — Тамбовской губернии). 4 января 1923 года уезд в составе города Шацк, Агишевской, Аладьинской, Апушкинской, Белоречинской, Больше-Проломской, Борковской, Высокинской, Дудкинской, Екатериновской, Казачинской, Кермисинской, Ново-Берёзовской, Ольховской, Пертовской, Польно-Конобеевской, Сотницинской, Тарадеевской, Ункосовской, Чернослободской, Шаморгской и Ямбирской волостей вошёл в состав Рязанской губернии. При этом Вановская, Новотемниковская, Носиновской, Самодуровская и Чернопосельская волости были переданы в Моршанский уезд. В 1925 году уезд был упразднён, на большей части его территории был образован Сасовский уезд Рязанской губернии.

## Население
Население уезда в 1896 году 169 651 чел.
По переписи 1897 года в уезде было 163 895 жителей (77 569 мужчин и 86 326 женщин). В том числе русские — 87 %, мордва — 9%, татары — 4%. В г. Шацк — 13 840 чел.

## Населённые пункты
В 1893 году в состав уезда входило 300 населённых пунктов, наибольшие из них:
- г. Шацк — 7781 чел.;
- с. Казачья Слобода — 6272 чел.;
- с. Вановье — 4751 чел.;
- с. Борки — 3583 чел.;
- с. Носины — 3254 чел.;
- с. Чёрная Слобода — 2935 чел.;
- с. Тарадеи — 2623 чел.;
- с. Ольхи — 2432 чел.;
- с. Лесное Конобеево — 2354 чел.;
- с. Новое Чернеево — 2165 чел.;
- с. Кистенево — 1812 чел.

## Административное деление
В 1890 году в состав уезда входило 26 волостей:
| № п/п | Волость             | Волостное правление          | Число селений | Население |
| ----- | ------------------- | ---------------------------- | ------------- | --------- |
| 1     | Агишевская          | с. Агишево                   | 11            | 6824      |
| 2     | Аладьинская         | с. Аладьино                  | 16            | 6001      |
| 3     | Апушкинская         | с. Апушка                    | 9             | 2671      |
| 4     | Белоречинская       | с. Белоречье                 | 10            | 3935      |
| 5     | Больше-Проломская   | с. Большой Пролом            | 12            | 3942      |
| 6     | Борковская          | с. Борки                     | 3             | 6199      |
| 7     | Вановская           | с. Вановье                   | 3             | 6745      |
| 8     | Высокинская         | с. Высокое                   | 5             | 7506      |
| 9     | Дудкинская          | с. Дудкино                   | 19            | 5995      |
| 10    | Екатериновская      | с. Большая Екатериновка      | 18            | 5383      |
| 11    | Казачинская         | с. Казачья Слобода           | 9             | 10195     |
| 12    | Кермисинская        | с. Кермись                   | 9             | 7130      |
| 13    | Ново-Березовская    | с. Ново-Берёзово             | 11            | 7779      |
| 14    | Ново-Томниковская   | с. Ново-Томниково            | 4             | 6563      |
| 15    | Носиновская         | с. Носины                    | 4             | 5485      |
| 16    | Ольховская          | с. Ольхи                     | 6             | 4789      |
| 17    | Пертовская          | с. Пертово                   | 9             | 4275      |
| 18    | Польно-Конобеевская | с. Польное Конобеево         | 13            | 10332     |
| 19    | Самодуровская       | с. Самодуровка               | 6             | 3447      |
| 20    | Сотницинская        | с. Сотницыно                 | 13            | 5619      |
| 21    | Тарадеевская        | с. Тарадеи                   | 3             | 5792      |
| 22    | Ункосовская         | с. Ункосово                  | 4             | 4879      |
| 23    | Чернопосельская     | с. Черный Поселок (Песчанка) | 10            | 6722      |
| 24    | Чернослободская     | сл. Чёрная Слобода           | 1             | 2759      |
| 25    | Шаморгская          | с. Шаморга                   | 9             | 4092      |
| 26    | Ямбирнская          | с. Ямбирно                   | 16            | 6132      |